# Campionati europei di atletica leggera 1934 - Lancio del disco
Il Lancio del disco maschile ai campionati europei di atletica leggera 1934 si svolse l'8 settembre 1934.

## Finale
| Pos.    | Nome              | Nazionalità | Tempo   | Note                  |
| ------- | ----------------- | ----------- | ------- | --------------------- |
| Oro     | Harald Andersson  | Svezia      | 50.38 m | Record dei campionati |
| Argento | Paul Winter       | Francia     | 47.09 m |                       |
| Bronzo  | István Donogán    | Ungheria    | 45.91 m |                       |
| 4       | József Remetz     | Ungheria    | 45.54 m |                       |
| 5       | Arnold Viiding    | Estonia     | 45.51 m |                       |
| 6       | Giorgio Oberweger | Italia      | 45.38 m |                       |
| 7       | Jules Noël        | Francia     | 45.02 m |                       |
| 8       | Emil Janausch     | Austria     | 45.01 m |                       |
| 9       | Anton Karlsson    | Svezia      | 43.89 m |                       |
| 10      | Kalevi Kotkas     | Finlandia   | 42.50 m |                       |
| 11      | Nikolaos Syllas   | Grecia      | 41.53 m |                       |